# Liste der Naturdenkmale in Zell unter Aichelberg
| Naturdenkmale | Anzahl |
| ------------- | ------ |
| FND           | 1      |
| END           | 0      |
| Gesamt        | 1      |

Die Liste der Naturdenkmale in Zell unter Aichelberg nennt die verordneten Naturdenkmale (ND) der im baden-württembergischen Landkreis Göppingen liegenden Gemeinde Zell unter Aichelberg. In Zell unter Aichelberg gibt es aktuell (Stand: 1. November 2016) nur ein als Naturdenkmal geschütztes Objekt, es ist ein flächenhaftes Naturdenkmal (FND), ein Einzelgebilde-Naturdenkmal (END) gibt es nicht.

## Flächenhafte Naturdenkmale (FND)
| Name                     | Bild | Kennung     | Einzelheiten          | Position | Fläche Hektar | Datum         |
| ------------------------ | ---- | ----------- | --------------------- | -------- | ------------- | ------------- |
| Pliensbach               | BW   | 81170600001 | Zell unter Aichelberg | ⊙        | 1,3           | 22. Okt. 1984 |
| Legende für Naturdenkmal |      |             |                       |          |               |               |